# هینترتیفنباخ
هینترتیفنباخ (به آلمانی: Hintertiefenbach) یک شهر در آلمان است که در بیرکنفلد واقع شده‌است. هینترتیفنباخ ۴۲۲ نفر جمعیت دارد.